# Robert Scott (filólogo)
Robert Scott (26 de enero de 1811 - 2 de diciembre de 1877) fue académico y filólogo británico del siglo XIX y profesor del Balliol College de Universidad de Oxford. Fue deán de la Catedral de Rochester desde 1870 hasta su muerte en 1887.
Se le conoce mejor como uno de los tres creadores (junto a su colega Henry George Liddell) del A Greek-English Lexicon, el diccionario más usado para el griego clásico. Según la edición de 1925 del Lexicon, el proyecto se lo propuso a Scott el libreto y editor londinense David Alphonso Talboys. Se encargó de la publicación la Oxford University Press.